# Motown 25: Yesterday, Today, Forever
Motown 25: Yesterday, Today, Forever fou un especial de televisió de 1983 produït per Suzanne de Passe per a Motown Records, per commemorar el vint-i-cinquè aniversari del segell discogràfic. El programa fou enregistrat abans d'una audiència en directe el 25 de març de 1983, i retransmès per la NBC el 16 de maig. D'entre el destacable hi havia Temptations/Four Tops battle of the bands, un discurs de Marvin Gaye sobre la història de la música negra i la seva memorable interpretació de "What's Going On", una reunió dels Jackson 5, la llegendària actuació de Michael Jackson on mostrà al món per primer cop el famós moonwalk interpretant "Billie Jean", i una reunió de Diana Ross & the Supremes, que interpretaren el seu últim número 1, "Someday We'll Be Together" de 1969.